# Ярузька сільська рада
| Ярузька сільська рада — сільська рада у складі Могилів-Подільського району Вінницької області. Адміністративний центр — село Яруга. Сільській раді підпорядковані населені пункти: - с. Яруга - с. Івонівка |

## Склад ради
Рада складається з 16 депутатів та голови.

## Керівний склад сільської ради
| ПІБ                          | Основні відомості                                                 | Дата обрання | Дата звільнення |
| ---------------------------- | ----------------------------------------------------------------- | ------------ | --------------- |
| Ременяк Володимир Григорович | Сільський голова, 1951 року народження, освіта, безпартійний      | 26.03.2006   | 31.10.2010      |
| Ременяк Володимир Григорович | Сільський голова, 1951 року народження, освіта вища, безпартійний | 31.10.2010   |                 |

Примітка: таблиця складена за даними джерела